# Dommaraju Gukesh
Dommaraju Gukesh ou Gukesh D est un joueur d'échecs indien né le 29 mai 2006, grand maître international à douze ans en 2019, champion du monde d'échecs depuis 2024.
Le 22 avril 2024, à 17 ans, il devient le plus jeune joueur de l'histoire des échecs à remporter le tournoi des candidats.
Au 16 novembre 2024, à 18 ans, il est le deuxième joueur indien, le premier junior mondial (moins de 20 ans) et le cinquième mondial avec un classement Elo de 2 783 points.
Le 12 décembre 2024, il bat le champion du monde chinois Ding Liren lors de la dernière partie du championnat du monde, devenant donc le plus jeune champion du monde d'échecs de cadence classique de l'Histoire à 18 ans surpassant ainsi l'ancien record détenu depuis 1985 par le Russe Garry Kasparov, champion à l'âge de 22 ans.

## Biographie et carrière
Gukesh remporte en 2015, dans la catégorie des moins de 9 ans, le championnat d'Asie des écoliers.
En janvier 2019, il est le deuxième plus jeune grand maître international de l'histoire en réussissant la troisième norme nécessaire à l'obtention de ce titre à l'âge de 12 ans, 7 mois et 17 jours.

### Vainqueur du tournoi des candidats (2024)
En 2023, Gukesh finit deuxième du Circuit FIDE 2023 derrière l'Américain Fabiano Caruana, ce qui le qualifie pour le tournoi des candidats disputé à Toronto en avril 2024. En avril 2024, il remporte le tournoi des candidats avec une marque de 9 points sur 14 ainsi que le premier prix de 48 000€. À seulement 17 ans, cette victoire fait de lui le plus jeune joueur ayant jamais remporté ce tournoi, et le qualifie pour la finale du championnat du monde, lui donnant la possibilité d'essayer de s'emparer du titre de champion du monde de Ding Liren.

### Coupes du monde
Lors de la Coupe du monde d'échecs 2023, Gukesh est exempt au premier tour. Il bat l'Azerbaïdjanais Misratdin Iskandarov au deuxième tour, puis l'Indien Sunilduth Lyna Narayanan au troisième tour, le Russe Andreï Essipenko au quatrième tour et le Chinois Wang Hao en huitième de finale. Il perd face à Magnus Carlsen en quart de finale.
| Année | Lieu   | Résultat        | Ultime adversaire | Adversaires battus                                                      |
| ----- | ------ | --------------- | ----------------- | ----------------------------------------------------------------------- |
| 2021  | Sotchi | deuxième tour   | Daniil Doubov     | Paweł Teclaf                                                            |
| 2023  | Bakou  | quart de finale | Magnus Carlsen    | Misratdin Iskandarov Sunilduth Lyna Narayanan Andreï Essipenko Wang Hao |

### Olympiades 2024
En septembre 2024, il remporte avec l'Inde, la 45ème édition des Olympiades d'échecs, disputée à Budapest. Il se distingue en obtenant la médaille d'or au premier échiquier, avec un score de 9/10 et une performance de 3056 Elo,.

### Champion du monde en 2024
À partir du 25 novembre 2024, il dispute contre le champion en titre Ding Liren le Championnat du monde d'échecs. Considéré comme favori du fait de la méforme de Ding lors des derniers tournois auxquels il a participé, il s'incline cependant lors de la première ronde, alors qu'il joue dans cette partie avec les Blancs. A la ronde 3 Ding tombe au temps permettant à Gukesh d'égaliser. À la ronde 11 il prend l'avantage sur une tactique qui lui fait gagner une pièce ( un cavalier). Néanmoins à la ronde suivante la  12 son adversaire Ding  va mener à bien une attaque de mat de nouveau égalité.  Mais à la derniere ronde(la 14) avec les noirs il finit par gagner  le championnat, (le 12 décembre 2024) après une erreur de Ding qui a transposé dans une finale de pion perdante. Gukesh gagne donc 7,5-6,5 et devient champion du monde contre Ding Liren.

### Carrière en 2025
En février 2025, Gukesh finit deuxième du tournoi Tata Steel à la suite d'un match de départage contre Rameshbabu Praggnanandhaa après que tous deux ont terminé toutes les rondes avec un score égal de 8,5 points.